# آننکوو
آننکوو (به لاتین: Annenkovo) یک منطقهٔ مسکونی در روسیه است که در باشقیرستان واقع شده‌است.